# Охад Вейнберг
Охад Вейнберг (нар. 19 березня 1971) — колишній ізраїльський тенісист.
Найвищу одиночну позицію світового рейтингу — 314 місце досяг 9 вересня 1991, парну — 454 місце — 25 лютого 1991 року.

## Фінали ATP Челленджер

### Парний розряд: 1 (0–1)
| Результат | Ранг | Дата     | Турнір            | Покриття | Партнер      | Суперники                     | Рахунок       |
| --------- | ---- | -------- | ----------------- | -------- | ------------ | ----------------------------- | ------------- |
| Поразка   | 1.   | Кві 1988 | Єрусалим, Ізраїль | Тверде   | Menashe Tzur | Шломо Глікштейн Шахар Перкісс | 6–3, 3–6, 3–6 |